# Ducat de Somma
El Ducat de Soma, és un títol nobiliari espanyol creat pel rei Ferran II d'Aragó el 12 de desembre de 1502, a favor de Ramon Folc de Cardona i Requesens, XI baró de Bellpuig, I comte de Oliveto, comte d'Alvito, (a Nàpols).
Fill d'Antonio Folch de Cardona, X baró de Bellpuig i de la seva dona Castellana de Requesens, baronessa de Linyola.
El títol va ser rehabilitat en 1893 pel rei Alfonso XII, durant la regència de Maria Cristina d'Habsburg-Lorena,a favor d'Alfonso Osorio de Moscoso i Osorio de Moscoso.

## Ducs de Soma
| Titular                       | Període                                                                        |                               |
| Creació per Ferran el Catòlic | Creació per Ferran el Catòlic                                                  | Creació per Ferran el Catòlic |
| ----------------------------- | ------------------------------------------------------------------------------ | ----------------------------- |
| I                             | Ramón Folch de Cardona i Requesens                                             | 1502-1522                     |
| II                            | Ferran de Cardona-Anglesola i de Requesens                                     | 1522-1571                     |
| III                           | Lluis Folc de Cardona i Fernández de Còrdova                                   | 1571-1574                     |
| IV                            | Antonio Fernández de Còrdova i Cardona                                         | 1574-1606                     |
| V                             | Luis Fernández de Còrdova i Aragó                                              | 1606-1642                     |
| VI                            | Antonio Fernández de Còrdova Folch de Cardona Anglesola Aragó i Requesens      | 1642-1659                     |
| VII                           | Francisco María Fernández de Còrdova Folch de Cardona Aragó i Requesens        | 1659-1688                     |
| VIII                          | Félix María Fernández de Còrdova Cardona i Requesens                           | 1688-1709                     |
| IX                            | Francisco Javier Fernández de Còrdova Cardona i Requesens                      | 1709-1750                     |
| X                             | Buenaventura Francisca Fernández de Còrdova Folch de Cardona Requesens i Aragó | 1750-1768                     |
| XI                            | Ventura Osorio de Moscoso i Fernández de Còrdova                               | 1768-1776                     |
| XII                           | Vicente Joaquín Osorio de Moscoso i Guzmán                                     | 1776-1816                     |
| XIII                          | Vicente Isabel Osorio de Moscoso y Álvarez de Toledo                           | 1816-1837                     |
| XIV                           | Vicente Pío Osorio de Moscoso i Ponce de León                                  | 1837-1864                     |
| Rehabilitació per Alfons XIII |                                                                                |                               |
| XV                            | Alfonso Osorio de Moscoso i Osorio de Moscoso                                  | 1893-1901                     |
| XVI                           | María Eulalia Osorio de Moscoso i López de Ansó                                | 1901-1976                     |
| XVII                          | José María Ruiz de Bucesta i Osorio de Moscoso                                 | 1976-actual titular           |